# Snecma Renault 12S
Il Renault 12S, poi Snecma Renault 12S, era un motore aeronautico a 12 cilindri a V invertita prodotto dalla francese Renault e successivamente dalla Snecma.
Era la esatta replica dell'Argus As 411, la maggior parte dei quali furono prodotti negli stabilimenti francesi della Renault, a Parigi, dopo l'occupazione della Francia da parte delle truppe naziste. La Renault, e successivamente la Snecma, continuarono a produrlo anche dopo la fine della seconda guerra mondiale.

## Apparecchi utilizzatori
Francia
- Dassault MD 315 Flamant
- SNCASO SO-95 Corse II
- SIPA S.11